# Барбович, Иван Гаврилович
Ива́н Гаври́лович Барбо́вич (1874—1947) — русский кавалерийский военачальник, участник русско-японской, Первой мировой и гражданской войн, генерал-лейтенант (1920), деятель Белого движения.

## Биография
По происхождению — из потомственных дворян Полтавской губернии, православного вероисповедания. Сын отставного поручика Лейб-гвардии Кирасирского Его Величества полка Гавриила Павловича Барбовича.
Среднее образование получил в губернском городе Полтаве, окончив 7 классов Полтавской мужской гимназии.

### В Русской императорской армии
В декабре 1893 года поступил на военную службу в 29-й драгунский Одесский полк (в Ахтырке) в звании рядового «на правах вольноопределяющегося 1-го разряда по образованию». Через полгода, пройдя обучение в полковой учебной команде, был произведен в унтер-офицеры, а 1 сентября 1894 года — зачислен в Елисаветградское кавалерийское юнкерское училище.
В июле 1896 года, по окончании курса училища по 1-му разряду (во время учёбы был награждён шашкой «за отличные успехи в науках»), был выпущен эстандарт-юнкером в свой полк. В декабре 1896 года произведен в корнеты, с переводом в один из старейших в Русской императорской армии полк — в 30-й драгунский Ингерманландский полк той же дивизии, расквартированный в Чугуеве (в 1907 году полк был переформирован и переименован на 10-й гусарский Ингерманландский полк).
В марте 1901 года произведен в поручики, в сентябре 1904 года — в штабс-ротмистры.
Участник русско-японской войны. Во время войны с конно-пулемётной командой полка был командирован на Дальний Восток , причислен к Сибирскому казачьему полку, однако в сражениях участвовать не довелось.
В 1909 году окончил курс Офицерской кавалерийской школы на «отлично». С 5 апреля 1912 года — командующий 2-м эскадроном; 25 мая того же года произведен в ротмистры.
В Первую мировую войну вступил в должности командира 2-го эскадрона 10-го гусарского Ингерманландского полка 10-й кавалерийской дивизии. Пожалован Георгиевским оружием:
…за то, что 17 августа 1914 года, командуя эскадроном, бросился в атаку с ним на занявший укрепленную позицию у д. Недзелишки неприятельский полк с пулеметами, причем личным примером доблести, разя врага, под жестоким огнем его, успешно довел атаку до глубоких резервов, обратив неприятеля в бегство и захватив пулемет. 
31 декабря 1914 года «за отличия в делах против неприятеля» произведен в подполковники. Удостоен ордена Св. Георгия 4-й степени:
…за то, что 29 апреля 1915 года, командуя дивизионом и преследуя противника, отходящего от Громешти на Вербовец, с беззаветной отвагой атаковал и изрубил сперва одну, а затем еще две роты австрийской пехоты, занявшей очень выгодную позицию на пересеченной местности и встретившей атаку нашей конницы сильным ружейным огнем. 
7 октября 1916 года произведен в полковники, а 19 мая 1917 года назначен командиром 10-го гусарского Ингерманландского полка.
После Октябрьской революции, с ноября 1917 года, — выборный начальник 10-й кавалерийской дивизии (украинизированной и перешедшей в подчинение украинской Центральной Раде). К апрелю 1918 года прибыл с остатками дивизии на довоенное место постоянной дислокации (Харьков, Чугуев).

### В украинской армии
С приходом к власти гетмана Скоропадского был назначен начальником кадров 10-й кавалерийской дивизии, затем начальником 3-й конной дивизии армии Украинской державы, созданной из кадров 10-й кавалерийской дивизии «старой» русской армии. Был произведен в генеральные хорунжие украинской армии.
В октябре 1918 года, накануне антигетманского восстания, не желая служить в украинской армии, организовал конный отряд из своих бывших однополчан (66 гусар и 9 офицеров из 12-го конно-казачьего Полтавского полка, бывшего 10-го гусарского Ингерманландского полка), во главе которого выступил 26 октября 1918 года из Чугуева на соединение с Добровольческой армией генерала А. И. Деникина, увеличивая по пути свою численность и ведя бои с преследователями (в основном, с отрядами махновцев).

### Белое движение
В Таврии присоединился к войскам армии Деникина. 19 января 1919 зачислен в ряды Добровольческой армии, до марта 1919 года находился в резерве. С 1 марта 1919 — командир 2-го конного (генерала Дроздовского) полка в Крымско-Азовской армии. Во время боёв на Перекопе 23 марта 1919 был ранен штыком в голову, но остался в строю. В апреле–мае 1919 года — командир отдельной кавалерийской бригады 3-го армейского корпуса генерала Я. А. Слащёва. В мае–октябре 1919 — командир 1-й конной бригады 2-й кавалерийской дивизии 5-го конного корпуса генерала Я. Д. Юзефовича. С октября по 18 декабря 1919 года — командир 2-й кавалерийской дивизии. С 10 декабря 1919 — генерал-майор.
18 декабря 1919 года, во время отступления «белой» армии, принял командование 5-м конным корпусом, который из-за потерь был преобразован в кавалерийскую бригаду, а затем развёрнут в 5-ю кавалерийскую дивизию (командовал ею до марта 1920 года). Во главе сводной дивизии сражался с Первой конной армией под Батайском, Ольгинской и Егорлыцкой. В марте 1920 прикрывал отход Вооружённых сил Юга России к Новороссийску.
С апреля 1920 — командир 1-й Сводной кавалерийской дивизии в Русской армии генерала П. Н. Врангеля, участвовал в боях в Таврии. 19 июля 1920 был произведён в генерал-лейтенанты. Награждён орденом Св. Николая Чудотворца:
…за выдающуюся доблесть и самоотвержение многократно им проявленные в целом ряде боев, во время коих он лично, во главе подчиненных ему частей, принимал непосредственное участие в конных атаках, воодушевляя войска личным примером полного презрения к опасности. В бою 19 июля 1920 года под м. Токмаком, видя тяжелое положение нашей пехоты, атакованной во фланг 8-ю эскадронами красной конницы, при броневиках, он беззаветно лихой атакой во главе Гвардейского полка первым врубился в ряды красных, был ими окружен, но тем не менее смял их и обратил в бегство, чем положил начало разгрому трех конных дивизий противника, причем было взято 15 орудий, 2 броневых автомобиля, пулеметы и пленные
.
В сентябре–ноябре 1920 года — командир конного корпуса. 11 ноября 1920 корпус генерала Барбовича понёс тяжёлые потери в боях с отрядами махновцев под командованием Семёна Каретника и силами 2-й Конной армии. Поражение корпуса положило конец усилиям по обороне Крыма.

### В эмиграции
В ноябре 1920 года вместе с частями своего корпуса и семьёй был эвакуирован из Ялты на остров Лемнос (Греция). В эмиграции с сентября 1921 года жил в Белграде, где служил военно-техническим чиновником в Военном министерстве Королевства Сербов, хорватов и словенцев, оставаясь начальником кадров 1-й кавалерийской дивизии. При создании Русского Обще-Воинского Союза (РОВС) в сентябре 1924 года был назначен генералом Врангелем помощником начальника 4-го отдела РОВС. С 21 января 1933 года — начальник этого отдела. Тогда же был избран председателем Объединения кавалерии и конной артиллерии.
В апреле 1941 года, после нападения гитлеровской Германии на Югославию, И. Г. Барбович и некоторые другие представители русской военной эмиграции предложили свои услуги югославскому правительству, но их услугами правительство не воспользовалось. Воевать на стороне Германии в сформированном в Сербии в сентябре 1941 года Русском корпусе Барбович, несмотря на неоднократные предложения, отказался.
В сентябре 1944 года выехал в Германию, где жил в лагере беженцев под Мюнхеном. Умер 21 марта 1947 года в госпитале в районе Швабинг.
Похоронен на Лесном кладбище.

## Семья
Жена (с 1909 года) — Мария Дмитриевна, урождённая Ларионова (1886—1955, Аргентина), дочь генерал-лейтенанта Русский императорской армии Дмитрия Ивановича Ларионова, уроженка Санкт-Петербургской губернии. После смерти мужа с августа 1948 года проживала в Аргентине.
Дети: сын — Мстислав (1910—1995, Бразилия), дочь — Людмила (1917—1994, США).

## Награды
- Орден Святого Станислава 3-й ст. (ВП 01.08.1903)
- Медаль «В память русско-японской войны» (1906)
- Медаль «В память 200-летия Полтавской битвы» (1909)
- Орден Святой Анны 3-й ст. (29.12.1909; ВП 02.02.1910)
- Медаль «В память 300-летия царствования Дома Романовых» (1913)
- Орден Святого Станислава 2-й ст. (06.12.1913; ВП 08.04.1914)
- Орден Святого Владимира 4-й ст. с мечами и бантом (ВП 22.01.1915, страница 12)
- Орден Святой Анны 2-й ст. с мечами (ВП 22.01.1915, страница 13)
- Георгиевское оружие (утв. ВП 09.03.1915)
- мечи к ордену Св. Станислава 2-й ст. (ВП 02.09.1915)
- мечи и бант к ордену Св. Станислава 3-й ст. (утв. ВП 10.10.1915)
- Орден Святого Георгия 4-й ст. (утв. ВП 30.12.1915)
- мечи и бант к ордену Св. Анны 3-й ст. (утв. ВП 16.08.1916)
- Орден Святителя Николая Чудотворца (Приказ Главнокомандующего № 3705, 7/20 октября 1920)